# Fußball in Portugal

Logo des portugiesischen Fußballverbandes

Fußball ist in Portugal eine beliebte Sportart. Sowohl die bekannten Vereinsmannschaften, namentlich der FC Porto, Sporting und Benfica Lissabon, und deren Junioren, als auch die portugiesische Nationalmannschaft konnten Erfolge verzeichnen. Größter Erfolg der A-Nationalmannschaft war der Gewinn der Fußball-Europameisterschaft 2016 in Frankreich. Die erfolgreichsten Jahre des portugiesischen Fußballs waren die 1960er und die 1990er Jahre bis heute.
Nationaler Fußballverband ist die Federação Portuguesa de Futebol, die am 31. März 1914 gegründet wurde.
Das Land richtete die Fußball-Europameisterschaft 2004 aus.
Neben dem klassischen Fußball hat Futsal in Portugal eine große Verbreitung, so werden reguläre Turniere und Meisterschaften ausgetragen, 2007 wurde die Europameisterschaft in Porto und Matosinhos ausgetragen.
Internationale Beachtung fand die Einführung der Weißen Karte im portugiesischen Fußball, mit der besonders faires Verhalten angezeigt wird, in Ergänzung zu den üblichen gelben und roten Karte, mit denen unfaires Verhalten geahndet werden.

## Geschichte

### Anfänge bis 1938
Der portugiesische Fußball wurde maßgeblich von Studenten eingeführt, die bei ihrer Rückkehr aus England den neuen Sport zu ihren portugiesischen und britischen Familien in Portugal mitbrachten. Als erstes Fußballspiel gilt ein Match auf dem Dorfplatz von Achada, einem Ort der Gemeinde Camacha auf der Insel Madeira. Es wurde 1875 von Henry Hinton mit anderen Dorfbewohnern ausgetragen, als Hilton von seinen Studien in England auf das elterliche Anwesen in Camacha zurückgekehrt war.

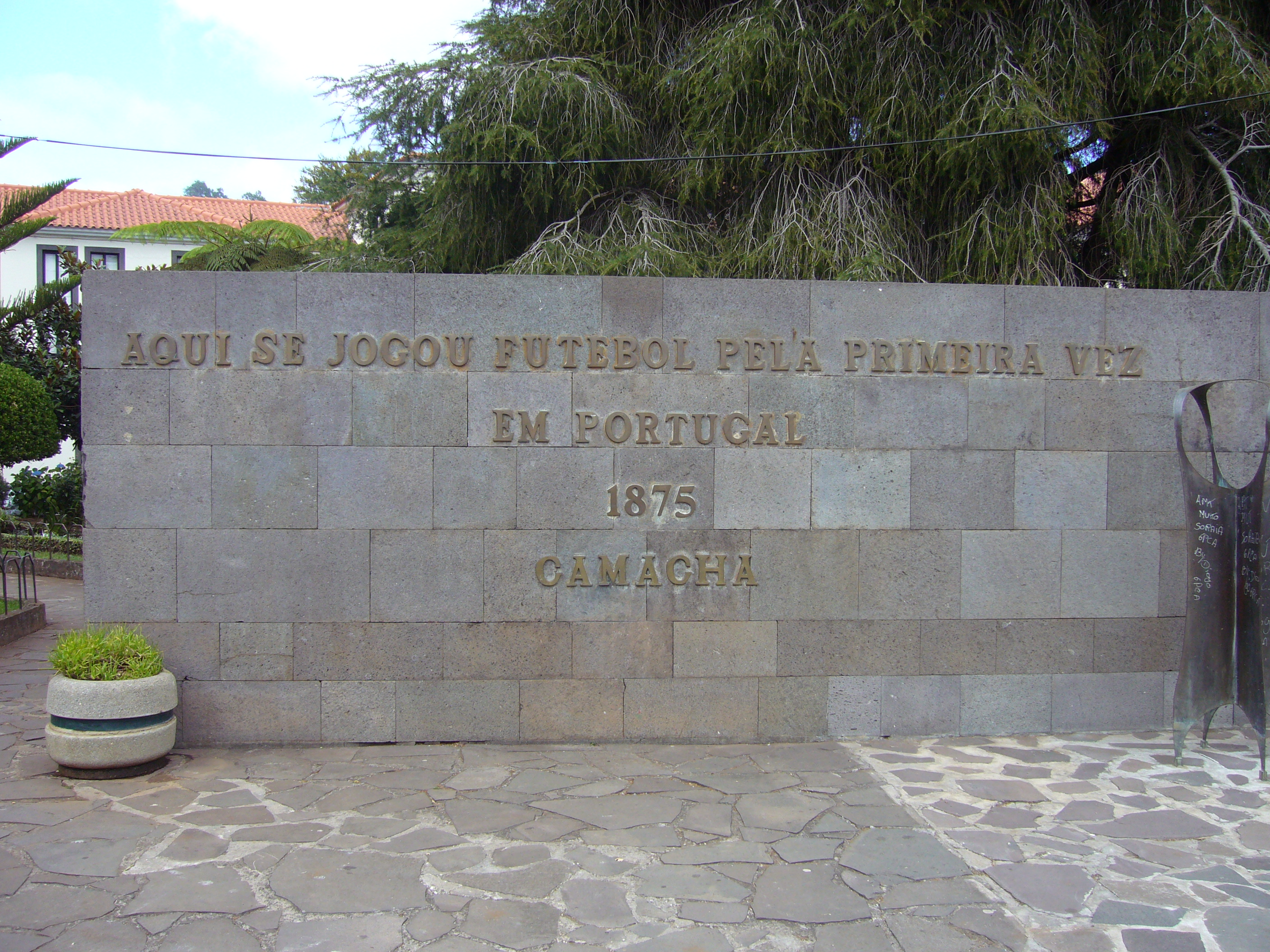
Denkstein in Camacha für das erste dokumentierte Fußballspiel in Portugal 1875

Wesentlicher Initiator des organisierten Fußballsports in Portugal war der sportbegeisterte Guilherme Pinto Basto, der den Fußball als Schüler der südenglischen Downside School kennengelernt hatte und danach den ersten Fußball nach Portugal brachte. Im September 1888 organisierte er eine Ausstellung zur öffentlichen Präsentation des Fußballsports auf dem Landgut Quinta do Bonjardim in der Gemeinde Belas bei Lissabon, im Oktober folgte ein erstes Spiel zwischen Sportfreunden, darunter Pinto Basto selbst.
Im Januar 1889 organisierte Pinto Basto dann das erste ordentliche, regelkonforme Fußballspiel, das auf dem heutigen Campo Pequeno stattfand. Das Spiel zwischen portugiesischen und englischen Sportfreunden endete mit einem 2:1-Sieg der Portugiesen.
Fußball wurde insbesondere unter Schülern weiterführender Schulen populär und fand von dort stetige Verbreitung im Land. Um 1892 wurden in Lissabon mit dem Foot-Ball Club Lisbonense (seit 1902 Club Internacional de Foot-Ball) und dem Grupo Sportivo de Carcavelos die beiden ersten aktiven Fußballvereine in Lissabon gegründet, es folgten Braço de Prata, Real Ginásio Clube Português und andere. Aber auch überall im Land entstanden nun Fußballvereine, etwa in Porto (FC Porto 1893), Gavião (Clube de Futebol Os Gavionenses 1891), im Seebad Figueira da Foz (Naval 1º de Maio 1893 und Ginásio Clube Figueirense 1895), in Viana do Castelo (Sport Clube Vianense 1898) und anderswo. Der Sport Clube Vianense gilt heute als ältester, noch unverändert aktiver Fußballklub Portugals.
1894 fand in Lissabon ein erstes Spiel zwischen einer Lissabonner Auswahl und einer Mannschaft aus Porto statt, in Anwesenheit des sportbegeisterten Königs D. Carlos. Die Rivalität zwischen beiden Städten löste danach zunehmend die anfängliche britisch-portugiesische Fußballrivalität im Land ab und prägt seither auch das Fußballgeschehen in den portugiesischen Profiligen bis heute.
Die erste Auslandsreise eines portugiesischen Teams absolvierte der 1902 aus einer Fusion hervorgegangene Club Internacional de Foot-Ball. 1907 reiste der Klub in die spanische Hauptstadt Madrid, wo er den ebenfalls 1902 gegründeten Madrid FC (der spätere Real Madrid) bezwang.
Der Portugiesische Fußballverband FPF gründete sich 1914, um einheitliche landesweite Meisterschaften und eine Nationalmannschaft zu organisieren. Noch im Gründungsjahr trat die FPF dem Weltverband FIFA bei. Der Erste Weltkrieg (1914–1918) verhinderte zunächst die Schaffung der Portugiesischen Fußballnationalmannschaft, die schließlich am 18. Dezember 1921 erstmals im Ausland antrat. Das Spiel im Estadio de O’Donnell in der spanischen Hauptstadt Madrid gewann die gastgebende Spanische Fußballnationalmannschaft mit 3:1.
Nach verschiedenen Vorläufern wurde 1921 erstmals eine landesweite Meisterschaft ausgespielt, der Campeonato de Portugal. Ab der Saison 1934/35 wurde dann der Ligabetrieb in vier Probeläufen für die kommende Profiliga, die Primeira Divisão ausgespielt.

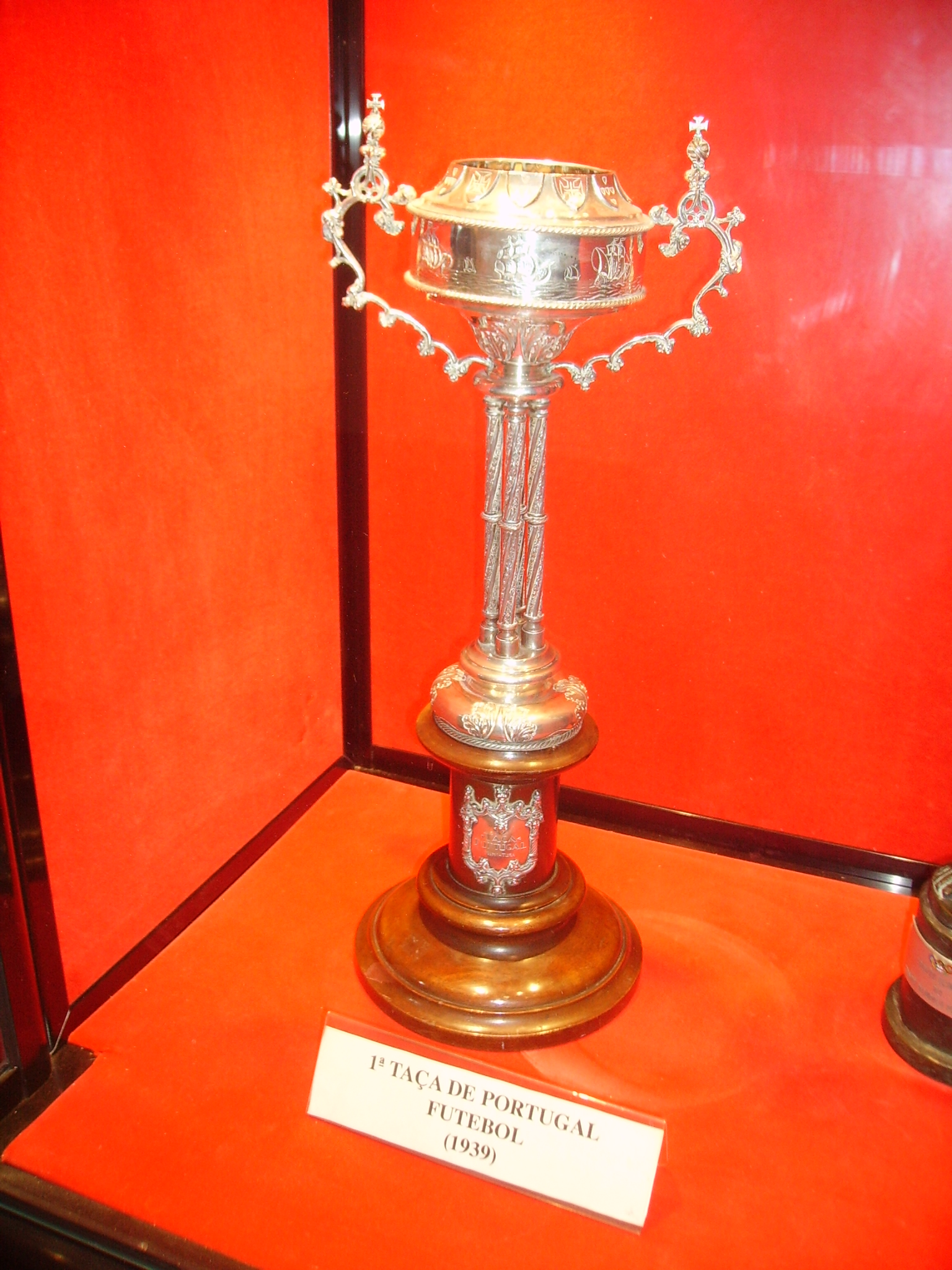
Der erste, 1939 gewonnene Landespokal (Taça de Portugal) im Vereinsmuseum von Académica Coimbra

### Professionalisierung seit 1939
Mit der Saison 1938/39 startete der reguläre Ligabetrieb der Primeira Divisão.
1938/39 wurde auch erstmals der landesweite Pokalwettbewerb Taça de Portugal ausgetragen, Académica de Coimbra gewann die erste Trophäe. Im Gegensatz zur Landesmeisterschaft, die ganz überwiegend von den drei Top-Vereinen Benfica, Porto und Sporting dominiert wird, konnten den Pokal bisher 13 verschiedene Klubs gewinnen (Stand 2020).
Fußball wurde seit den 1930er und 1940er Jahren zum unbestrittenen Nationalsport in Portugal. Die wachsende Begeisterung zeigte sich in den steigenden Zuschauerzahlen (das 1954 errichtete Estádio da Luz war mit bis zu 125.000 Plätzen das größte Stadion Europas) und der immer größeren Präsenz des Sports in der Gesellschaft. Es gründeten sich Fußballzeitungen (u. a. Gründung von A Bola 1945, bis heute die auflagenstärkste Zeitung im Land), und der Sport erreichte auch das damals erfolgreiche Portugiesische Kino (etwa O Leão da Estrela 1947).
Portugal gehörte 1954 zu den Gründungsmitgliedern der UEFA.
Die zunehmende Beliebtheit des Sports wurde durch die internationalen Erfolge des portugiesischen Fußballs in den 1960er Jahren weiter gesteigert, darunter die Europapokalsiege (beute UEFA Champions League) 1961 und 1962 von Benfica Lissabon mit seinem Stürmerstar Eusébio, Fußballer des Jahres 1965 und Torschützenkönig der WM 1966, die Portugal als beachteter Dritter abschloss, was bis heute die erfolgreichste Platzierung Portugals bei einer WM ist (Stand 2020) und ein weiterer Faktor für die wachsende Fußballbegeisterung im Land war. Auch dem repressiven, seit 1932 regierenden klerikalfaschistischen Regime unter Diktator Salazar, das auf Grund der Portugiesischen Kolonialkriege und seiner rückwärtsgewandten Politik zunehmend isoliert war, half der Fußball damit allerdings zu mehr Stabilität im Inneren und Ansehen im Äußeren.
Gegen Ende der 1970er Jahre, im Zuge der progressiven gesellschaftlichen Entwicklung seit der Nelkenrevolution 1974, nahm auch die Portugiesische Fußballnationalmannschaft der Frauen Form an. Ihr erstes offizielles Länderspiel trug sie am 24. Oktober 1981 in Frankreich aus, das Spiel gegen die Französische Elf endete 0:0.

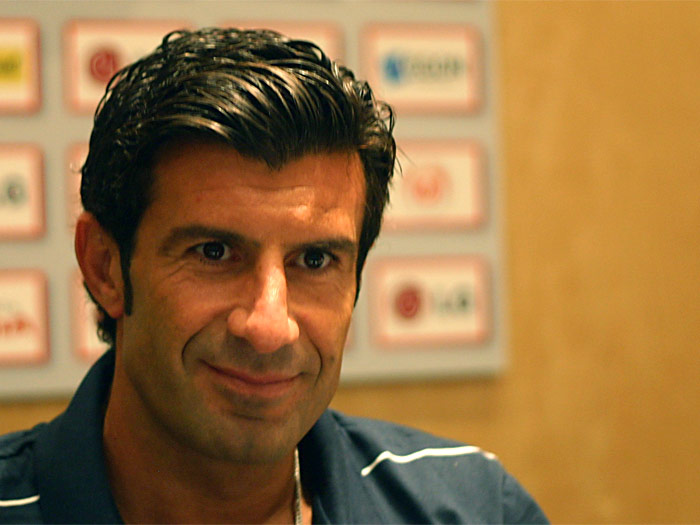
Der Weltfußballer von 2001, Luis Figo (2009)

Seit 1979 wird im portugiesischen Profifußball mit dem Portugiesischen Fußball-Supercup ein Supercup zwischen Landesmeister und Pokalsieger ermittelt.
1985 begann mit dem Pokalwettbewerb Taça Nacional (seit 1993 Campeonato Nacional de Futebol Feminino) die erste landesweite Meisterschaft im portugiesischen Frauenfußball. Seit 2003 spielen die Frauen mit der Taça de Portugal auch einen Landespokal im Frauenfußball aus.
Der 1994 erstmals ausgetragene Algarve-Cup holt jährlich die besten Frauen-Nationalmannschaften an die portugiesische Algarveküste. Das Turnier gilt vor allem als eines der wichtigsten seiner Art, hat aber seither auch zur Verbesserung des portugiesischen Frauenfußballs beigetragen, obschon dieser bisher noch weit hinter den Männern zurückgeblieben ist.
Nach einer Vielzahl internationaler Titel portugiesischer Vereine, zuletzt vor allem des FC Porto, nahm nach dem zweiten Platz bei der EM 2004 im eigenen Land und dem EM-Gewinn 2016 auch der Stellenwert der Nationalelf zu. In der Folge etablierte sich Portugal dauerhaft in der Spitzengruppe der FIFA-Weltrangliste und kam dort mehrfach bis auf den 3. Rang.
Seine Bedeutung verdankt der portugiesische Fußball aber nicht nur seiner Nationalelf und seinen Vereinsmannschaften, sondern auch international erfolgreichen Persönlichkeiten, allen voran dem mehrfachen Weltfußballer und Rekordtorschützen Cristiano Ronaldo und Namen wie der Weltfußballer Luís Figo oder die zweifachen Goldene-Schuh-Gewinner Eusébio und Fernando Gomes. Neben den Spielern sind auch Erfolgstrainer José Mourinho, der internationale Schiedsrichter Pedro Proença, aber auch Spielervermittler wie Jorge Mendes oder der international bekannte Whistleblower Rui Pinto zu nennen.

## Ligen

### Dritte Liga – Liga 3
In der Saison 2021/22 wurde mit der Liga 3 eine neue Liga eingeführt. In ihr spielen derzeit 20 Klubs in zwei Gruppen. Die Campeonato de Portugal wurde zur vierten Liga.
- siehe auch: Vereine der Saison 2025/26

### Vierte Liga – Campeonato Nacional de Seniores

#### 2017 bis 2021
Seit 2017 spielte die dritte Liga, mittlerweile als Campeonato de Portugal bezeichnet, in fünf Gruppen mit jeweils 16 Teams.
Die fünf Tabellenersten sowie drei der Tabellenzweiten spielen nach der Saison um den Aufstieg in die 2. Liga.

#### 2013 bis 2017
Seit der Saison 2013/2014 heißt die dritte Liga Campeonato Nacional de Seniores (dt. etwa: Landesmeisterschaft der Senioren bzw. Erwachsenen) und wird in den acht, nach Breitengraden regional zusammengestellten Gruppen Série A bis Série H mit je zehn Mannschaften ausgespielt. Vereine aus Madeira werden den nördlichen Serien, Vereine der Azoren den südlichen Serien zugeordnet. Die frühere, darunter liegende vierte Liga IIIª Divisão wurde aufgelöst und mit dem Campeonato Nacional de Seniores zusammengefasst. Der Campeonato Nacional de Seniores ist somit die niedrigste landesweit ausgetragene Spielklasse in Portugal, oberhalb der Spielklassen der Distriktverbände. In der ersten Gruppenphase spielen die jeweils zehn Mannschaften in Hin- und Rückspiel eine Abschlusstabelle aus. Die jeweils zwei bestplatzierten qualifizieren sich für die Aufstiegsrunde, die verbleibenden acht der einzelnen Gruppen werden in acht neuen Gruppen zu je acht Mannschaften in der Abstiegsrunde gruppiert.
Die Aufstiegsrunde wird in zwei Gruppen zu je acht Mannschaften in Hin- und Rückspiel ausgespielt, an deren Ende die jeweils Erstplatzierten direkt in die Segunda Liga aufsteigen, während (2014–2016) die jeweils Zweitplatzierten in einem weiteren Hin- und Rückspiel den dritten Aufsteiger ermitteln.
Nach der Saison 2016/2017 spielten die beiden Zweitplatzierten gegen den Viert- bzw. Fünftletzten der 2. Liga (vier Vereine stiegen aus dieser direkt ab; die 2. Liga wurde damit auf 20 Vereine reduziert).
In den acht Gruppen der Abstiegsrunde stehen nach Hin- und Rückspiel die jeweils zwei untersten, also die acht- und siebtplatzierten Mannschaften jeder Gruppe als Absteiger in die spielhöchste Klasse der Distriktverbände fest, während die jeweils Sechstplatzierten eine weitere Abstiegsrunde ausspielen, um die vier weiteren Absteiger zu bestimmen. Diese Neuerung soll die Kosten der Vereine durch die kürzeren Wege im Spielbetrieb weiter reduzieren.

#### Vor 2013:IIª Divisãoals 3. Liga
Die dritte Liga hieß bis 2012/2013 IIª Divisão und war in drei Gruppen eingeteilt, Norte, Centro, und Sul. In den Gruppen waren jeweils 16 Mannschaften, die in einer Hin- und Rückrunde die Meisterschaft austrugen. Die jeweiligen Erstplatzierten der drei Gruppen spielten anschließend jeder gegen jeden in Hin- und Rückspiel. Der so ausgespielte Erstplatzierte war Meister der Segunda Divisão und stieg zusammen mit dem Zweitplatzierten in die Segunda Liga auf. Vor der Gründung der eingleisigen Segunda Liga 1990 war die Segunda Divisão in dieser Form die zweite Liga Portugals und spielte die Aufsteiger in die erste Liga aus.

#### Vor 2013:IIIª Divisãoals 4. Liga
Nach Abschluss der Saison 2012/2013 wurde die IIIª Divisão aufgelöst und mit der bisherigen dritten Liga (IIª Divisão) zum Campeonato Nacional de Seniores zusammenfasst. Diese dritte Liga ist nun die unterste landesweite Spielklasse des Landes.
Bis dahin war die vierte Liga in die Gruppen A, B, C, D, E, F, Azoren und Madeira aufgeteilt. In den Gruppen Kontinental-Portugals (A bis F) und Madeira spielten zwölf Mannschaften, während in der Azoren-Gruppe zehn Mannschaften antraten.
Nach einer Hin- und Rückrunde wurde in jeder Gruppe Kontinental-Portugals (A–F) aus den sechs Erstplatzierten eine Aufstiegsrunde, und aus den sechs Letztplatzierten eine Abstiegsrunde gebildet, wobei die Mannschaften mit der halbierten Punktezahl des Saison-Endstands in die Aufstiegsrunde starteten. Nach Hin- und Rückspiel stieg der so ausgespielte Erste der Aufstiegsrunde in jeder der sechs Gruppen in die Segunda Divisão auf, während der Letztplatzierte der Abstiegsrunde in die höchste regionale Spielklasse des Verbandes im jeweiligen Distrikt (Campeonato Distrital) abstieg. Aus jeder der Gruppen A–F stieg demnach zum Ende jeder Saison eine Mannschaft auf, und eine ab.
In der Madeira-Gruppe der IIIª Divisão wurde nach der Hin- und Rückrunde unter den sechs Erstplatzierten ebenfalls eine Aufstiegsrunde ausgespielt (ebenfalls mit halbiertem Punktestand zu Beginn), deren Gewinner nur direkt in die IIª Divisão aufstieg, wenn dort nicht schon sechs Mannschaften aus Madeira spielten. In dem Fall spielte der Aufstiegskandidat der Madeira-Gruppe der IIIª Divisão in einem Relegationsspiel gegen den am schlechtesten platzierten Vertreter Madeiras der IIª Divisão in Hin- und Rückspiel. Der Gewinner trat in der folgenden Saison in der IIª Divisão an. Die Anzahl der Aufsteiger aus der IIIª Divisão in die IIª Divisão bestimmte auch die Absteiger aus der Madeira-Gruppe der IIIª Divisão: nachdem die sechs am schlechtesten platzierten Mannschaften der IIIª Divisão am Ende der Saison in einer Abstiegsrunde Hin- und Rückspiele ausgetragen hatten, stiegen mindestens die beiden am schlechtesten Platzierten ab, mit jedem Absteiger aus der IIª Divisão in die Madeira-Gruppe der IIIª Divisão stieg dazu ein weiterer Verein in die oberste regionale Spielklasse in Madeira ab.
In der Azoren-Gruppe spielten nach Hin- und Rückrunde die vier Bestplatzierten eine Aufstiegsrunde aus (mit der Übernahme der vollen Punktezahl am Saisonende), deren Gewinner in die IIª Divisão aufstieg, sofern dort nicht schon sechs Mannschaften von den Azoren spielten. Es galten hier die gleichen Regeln, wie im Falle Madeiras. Die sechs am schlechtesten Platzierten spielten die Abstiegsrunde aus, und auch hier galten die Regeln wie im Falle Madeiras: es stiegen die beiden am schlechtesten Platzierten ab, zuzüglich einer weiteren Mannschaft für jeden Absteiger aus der IIª Divisão in die Azoren-Gruppe der IIIª Divisão.
Mit dem Ende dieser vierten landesweiten Liga und der Einführung des Campeonato Nacional de Seniores als dritte Liga und unterste landesweite Spielklasse strebte man eine weitere Reduzierung der Kosten für die Vereine im Ligabetrieb an.
- siehe auch: Vereine der Saison 2025/26

## Junioren
Schon fast traditionell betreibt Portugal eine erfolgreiche Nachwuchsarbeit, die sich zum einen in gewonnenen Titeln bei großen Turnieren, zum anderen durch das Hervorbringen von auch international gefragten Einzelspielern äußert.
Die Junioren erzielten folgende Erfolge:
- U20 Weltmeister (2) – 1989, 1991
- U18 Europameister (2) – 1994, 1999
- U17 Europameister (1) – 2003
- U16 Europameister (4) – 1989, 1995, 1996, 2000

Siehe auch:
- Portugiesische Fußballnationalmannschaft (U-18-Junioren)
- Portugiesische Fußballnationalmannschaft (U-19-Junioren)
- Portugiesische Fußballnationalmannschaft (U-20-Männer)
- Portugiesische Fußballnationalmannschaft (U-21-Männer)

## Frauenfußball
Nachdem seit 1985 die Taça Nacional (dt.: Landespokal) ausgespielt wurde, führte man 1993 den landesweiten Ligabetrieb ein. Seither ist der Campeonato Nacional de Futebol Feminino (dt.: Landesmeisterschaft) die höchste Spielklasse des Vereinsfußballs der Frauen in Portugal.
2003 führte der Verband mit der Taça de Portugal de Futebol Feminino den nationalen Pokalwettbewerb der Frauen ein.
Seit 2015 spielen Pokalsieger und Meistermannschaft des Campeonato Nacional zudem einen Supercup aus, den Portugiesischen Fußball-Supercup der Frauen.
Die Portugiesische Fußballnationalmannschaft der Frauen konnte sich seit ihrer Gründung Anfang der 1980er Jahre noch nicht für die Endrunde einer Weltmeisterschaft qualifizieren. 2017 gelang die Qualifikation für die Endrunde einer Europameisterschaft, Portugal schied nach der Gruppenphase aus. Siehe hierzu auch die Liste der Länderspiele der portugiesischen Fußballnationalmannschaft der Frauen.
Mit dem Algarve-Cup findet in Portugal seit 1994 eines der wichtigsten internationalen Fußballturniere statt.

## Nationale Titel
- Portugiesischer Fußballmeister
- Portugiesischer Pokalsieger
- Portugiesischer Super-Cup

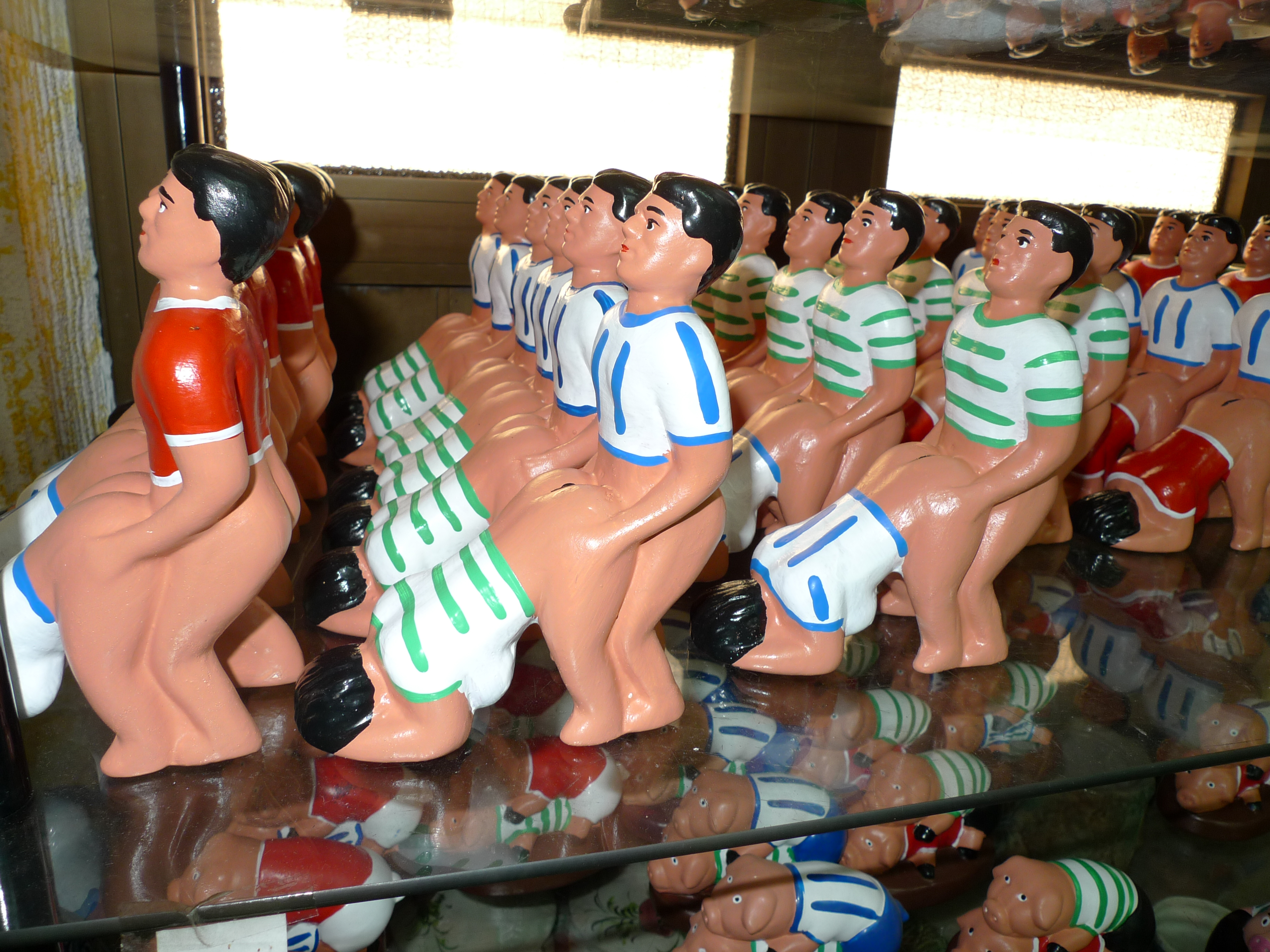
Typische Tonfiguren in einem portugiesischen Geschäft, die die traditionelle Rivalität zwischen den drei großen Vereinen verdeutlichen

- Portugiesischer Ligapokal
- Portugiesischer Fußball-Meister der Frauen
- Portugiesischer Pokalsieger der Frauen
- Portugiesischer Super-Cup der Frauen

## Vereine
Die drei Vereine FC Porto, Sporting Lissabon und Benfica Lissabon sind die beherrschenden Vereine im Fußballgeschehen des Landes. Belenenses Lissabon (1946) und Boavista Porto (2001) gelang als einzigen Vereinen neben den dreien der Gewinn der Landesmeisterschaft seit Einführung der ersten Liga 1934. Das Lissabon-Derby (Benfica-Sporting) und das Derby FC Porto-Benfica gelten als die brisantesten Derbys im portugiesischen Vereinsfußball. Doch auch Sporting-Porto und Derbys zwischen Nord-Vereinen, insbesondere aus Braga, Guimarães und Porto, gelten als besonders spannungsgeladen, ebenso die Begegnungen zwischen Vereinen aus Madeira und Kontinentalportugal, und den Lokalderbys von Funchal, besonders zwischen Nacional Funchal und Marítimo Funchal.
Académica Coimbra gewann 1939 den erstmals ausgespielten Landespokal und konnte dies 2012 wiederholen. Neben den fünf Vereinen, die auch Meistertitel errangen, haben außer der Académica nur sechs weitere Vereine bisher (Stand: 2016) den Landespokal gewinnen können: Vitória Setúbal (3×), Sporting Braga (2×), Leixões SC (1961), CF Estrela Amadora (1990), SC Beira-Mar (1999), und Vitória Guimarães (2013).
→ Siehe auch: Übersicht portugiesischer Fußballvereine

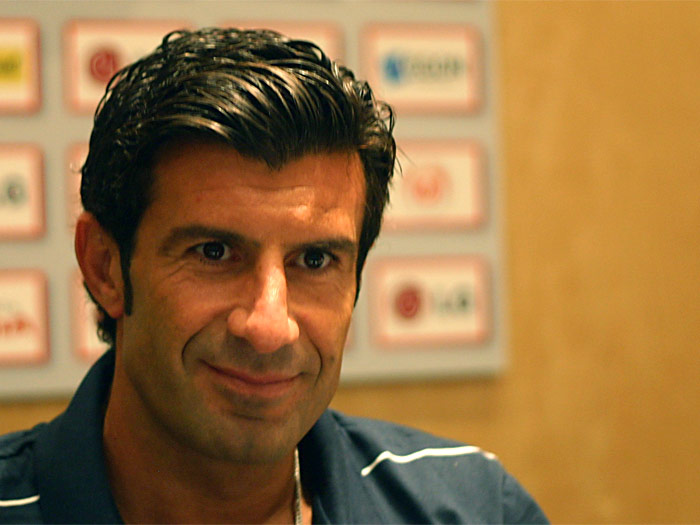
Luís Figo

## Persönlichkeiten
Zu den bekanntesten Namen unter den zahlreichen, international bekannt gewordenen Spielern in der Geschichte des portugiesischen Fußballs gehören Eusébio u. a. als Torschützenkönig der WM 66, Luís Figo als FIFA-Weltfußballer des Jahres 2001, und der als mehrmaliger Weltfußballer bekannt gewordene Cristiano Ronaldo.
→ Siehe auch: Übersicht zu portugiesischen Fußballspielern
Der polarisierende Erfolgstrainer José Mourinho und der internationale Schiedsrichter Pedro Proença sind weitere international bekannte Namen des portugiesischen Fußballs.
Als international bedeutende Persönlichkeiten des portugiesischen Fußballs sind aber auch Spielervermittlern wie Jorge Mendes oder der international bekannte Whistleblower Rui Pinto zu nennen, auch die anonymen Betreiber der Enthüllungsplattform Football Leaks kommen aus Portugal.

## Kultur

### Bücher und Filme
Eine Vielzahl von Buchveröffentlichungen des Themenbereichs Fußball sind auf dem portugiesischen Markt erhältlich. Zu den zahlreichen portugiesischen Titeln gesellen sich dabei auch regelmäßig brasilianische Titel.
Neben den DVD-Veröffentlichungen vor allem der drei großen Vereine zu ihrer Geschichte, und einzelnen Saisonrückblicken und Aufzeichnungen bedeutender Spiele, widmet sich auch das Portugiesische Kino immer wieder dem Fußball. Unter den zahlreichen Filmen können beispielhaft genannt werden:
- O Leão da Estrela (dt.: Der Löwe des Estrela-Viertels; 1947), Regie: Arthur Duarte – Der Film des ehemaligen UFA-Schauspielers Arthur Duarte gehört zu den erfolgreichen Komödien des Portugiesischen Films der 1940er Jahre und wartet mit raren Originalaufnahmen des Pokalfinales Porto-Sporting auf.
- O Nosso Futebol (dt.: Unser Fußball; 1984), Regie: Ricardo Costa – Dokumentarfilm zur Geschichte des Fußballs in Portugal, mit Musik des renommierten Komponisten António Victorino de Almeida, der als Sprecher durch den Film führt.
- Football with a cause (2009), Regie: Ricardo Antunes Martins – Die Geschichte des Studentenvereins Académica Coimbra, insbesondere seine Rolle im Widerstand gegen das autoritäre Estado-Novo-Regime, ist Gegenstand des prämierten Dokumentarfilms.
- Star Crossed (2009), Regie: Mark Heller – Der britisch-portugiesische Spielfilm siedelt das klassische Romeo-und-Julia-Motiv Shakespeares im Spannungsfeld zweier rivalisierender Fußballvereine in Porto an.

### Zeitungen
In Portugal erscheinen drei tägliche Fußballzeitungen. Die Benfica nahestehende A Bola ist die auflagenstärkste Zeitung im Land und unterhält mit der Website abola.pt auch eine wichtige Webpräsenz. Die Sporting nahestehende Record und die dem FC Porto zuzurechnende O Jogo sind die weiteren täglichen Fußballzeitungen. Daneben unterhalten auch alle regionalen und überregionalen Zeitungen teils umfassende redaktionelle Berichterstattungen über das Fußballgeschehen im Land.

### Fernsehen
Je nach aktuellem Zuschlag für die Übertragungsrechte sind die wichtigsten Ligaspiele und internationalen Mannschafts- und Nationalmannschaftspiele auf einem der vier landesweit frei zu empfangenden Kanäle zu sehen. Dazu zeigt der Kabelsender Sport TV auf seinen Kanälen eine Vielzahl Sportübertragungen mit deutlichem Schwerpunkt auf Fußball.
Auf allen vier landesweiten Fernsehsendern ist Fußball wesentlicher Teil der Berichterstattung in den täglichen Nachrichtensendungen, die am Abend bis zu zwei Stunden lang sind. Daneben werden insbesondere nach Spieltagen Fußballdiskussionen mit wechselnden Prominenten und festen Kommentatoren gezeigt.

### Fankultur
Spätestens seit den 1930er Jahren (Esquadrão Azul e Branco des FC Porto, 1934) sind organisierte Fangruppen in Portugal bekannt. Insbesondere ab Mitte der 1980er bis Mitte der 1990er Jahre kam es zu häufigen Ausschreitungen von Hooligans im Ligabetrieb. Vor allem beim Lissabonner Derby und den Aufeinandertreffen der großen Vereine aus Porto und Lissabon, aber auch bei verschiedenen Nordderbys, etwa mit Beteiligung von Vitória Guimarães, machten diese von sich reden. Die organisierten Fangruppen der Ultra-Bewegung, aus deren Reihen zeitweise viele Hooligans stammten und stammen, sind jedoch der bis heute dominierende Faktor in der Fankultur des Landes. Sie erlangten mit wachsenden Mitgliederzahlen und durch eigene Mitgliedsbeiträge, Merchandise-Verkäufen und Publikationen wirtschaftlich und vereinspolitisch inzwischen einigen Einfluss in den Vereinen, wenn auch nicht so stark, wie in einigen anderen Ländern, etwa in Italien.
Als älteste Ultragruppierung Portugals gilt die 1976 gegründete Juventude Leonina (dt.: Jugend der Löwen, unter Bezugnahme auf das Wappentier von Sporting Lissabon), kurz Juve Leo genannt. Als mitgliederstärkste Gruppierung gelten die Super Dragões (dt.: Super-Drachen, in Anspielung auf das Wappentier des FC Porto) mit über 5000, nach anderen Quellen bereits 10.000 Mitgliedern. Diese Gruppierungen werden in Portugal Claque genannt, gleichwohl auch der aus Brasilien stammende Begriff der Torcida bekannt ist. Der 1984 von Sporting-Ultras gegründete Fanclub Torcida Verde dürfte das bekannteste Beispiel im Land sein. Das Phänomen politisch rechtsradikaler Fußballfans in den Fangruppen ist auch in Portugal bekannt. Besonders unter den gewaltbereiten Fans der drei großen Vereine und einiger nordportugiesischer Klubs ist es präsent. Unter den Anhängern von Vitória Setúbal sind indes überdurchschnittlich viele linksgerichtete Fangruppen bekannt.
Die portugiesische Polizei führte 2010 in ihrer Kartei der gewaltbereiten Fußballfans 4150 Namen, von denen mindestens 600 als besonders gewalttätig eingestuft wurden.
Auswahl bekannter Fanclubs (nach Vereinen)
- Académica Coimbra: Mancha Negra
- Belenenses: Fúria Azul
- Benfica Lissabon: Diabos Vermelhos, No Name Boys
- Boavista Porto: Panteras Negras – Ultras 84
- FC Porto: Super Dragões, Força Azul, Esquadra Azul, Colectivo Ultras 95
- Salgueiros: Alma Salgueirista
- Sporting Lissabon: Juve Leo, Torcida Verde, Directivo Ultras XXI, Brigada Ultras Sporting
- Vitória Guimarães: Insane Guys, White Angels, Galáticos do Minho
- Vitória Setúbal: VIII Exército

Zu den bekanntesten rein weiblichen Fangruppen zählen:
- Benfica Lissabon: Cheers Benfica
- Sporting Lissabon: Leoa Verde
- Nacional Madeira: Claque Feminina